# What Is Left?

What Is Left? est un docu-drama italien de 2014 réalisé par Gustav Hofer et Luca Ragazzi.

## Synopsis
Hofer et Ragazzi s'interrogent sur ce qu'il reste de la grande force politique « progressiste » italienne. Après la Seconde Guerre mondiale, l'Italie est le pays occidental qui connaît le parti communiste le plus puissant. Le documentaire décrit l'affirmation du Mouvement 5 étoiles et les tentatives de gouvernement de Pier Luigi Bersani.